# توتونرو ۱۹۸۶
توتونرو ۱۹۸۶ (ایتالیایی: 1986 Totonero) یک رسوایی در فوتبال ایتالیا از نوع تبانی ورزشی بود که در سال ۱۹۸۴ تا ۱۹۸۶ در سری آ، سری بی، سری سی۱ و سری سی۲ رخ داد.
این رسوایی در مه ۱۹۸۶ توسط پلیس ایتالیا و آرماندو کاربونه یکی از دوستان ایتالو آلودی (مربی ناپولی) آشکار شد. در این پرونده تعدادی از مربیان و بازیکنان فوتبال به فروختن نتیجه بازی پیش از برگزاری مسابقه متهم شدند.

## جریمهٔ باشگاه‌ها
- اودینزه (سری آ)؛ کسر ۹ امتیاز در سری‌آ ۱۹۸۶–۸۷ (سقوط به سری بی در حکم اولیه).
- کالیاری (سری بی)؛ کسر ۵ امتیاز در سری بی ۱۹۸۶–۸۷.
- لاتزیو (سری بی)؛ کسر ۹ امتیاز در سری بی ۱۹۸۶–۸۷ (سقوط به سری سی۱ در حکم اولیه).
- ویچنزا (سری بی)؛ عدم صعود به سری‌آ ۱۹۸۶–۸۷.
- تریستیانا (سری بی)؛ کسر ۱ امتیاز در سری بی ۱۹۸۵–۸۶ و کسر ۴ امتیاز در سری بی ۱۹۸۶–۸۷.
- پروجا (سری بی)؛ سقوط به سری سی۲ و کسر ۲ امتیاز در ۱۹۸۶–۸۷ (سقوط به سری سی۲ و کسر ۵ امتیاز در ۱۹۸۶–۸۷ در حکم اولیه).
- پالرمو (سری بی)؛ کسر ۵ امتیاز در سری بی ۱۹۸۶–۸۷.
- فوجا (سری سی۱)؛ کسر ۵ امتیاز در سری سی۱ ۱۹۸۶–۸۷ (سقوط به سری سی۲ در حکم اولیه).
- کاویس (سری سی۱)؛ سقوط به سری سی۲ و کسر ۵ امتیاز در ۱۹۸۶–۸۷.